# Nikolaus Fellenstein
Niclaus Fellenstein, (także jako: Mikołaj Fellenstein, Fellensteyn) – pochodzący przypuszczalnie z Koblencji w Nadrenii projektant, mistrz budowlany i fortyfikator zatrudniony przez Zakon krzyżacki w latach 1400-1418. 
W 1392 roku wymieniono go jako mieszczanina z Gdańska. W 1400 roku wstąpił na służbę Zakonu Krzyżackiego ze stałą pensją oraz 20 grzywien rocznie. W tym samym roku z synem Niclausem młodszym przeniósł się do Malborka, gdzie zamieszkał. Wbrew dawnym twierdzeniom, Fellenstein nie pracował przy budowie Pałacu Wielkich Mistrzów na zamku w Malborku, który to pałac rozpoczęto budować około 1380 roku, a więc 20 lat przed jego zatrudnieniem przez Zakon. W 1402 roku Fellenstein pracował na zamku w Rogóźnie. W latach 1403–1406 nadzorował budowę siedziby wójta krzyżackiego w Grabinach Zameczku pod Gdańskiem. W 1404 roku pracował przy budowie zamku w Bytowie, który był jednym z najpóźniej zbudowanych zamków krzyżackich i przy jego projektowaniu uwzględniono już rozwój broni palnej. W 1406 roku budował dom letni i kaplicę w Zamku Kiszewskim. W 1406 Fellenstein pracował w Królewcu. W 1407 pracował na zamku Ragnecie. W 1408 nadzorował prace budowlane na zamku w Tylży, gdzie w dokumencie określono go jako towarzysz wielkiego mistrza. W 1415-1418 roku pracował przy zakładaniu miasta Sztum, przy zamku w Papowie Biskupim, Lipienku i Sobowidzu. 
W 1418 zmodernizował fortyfikacje zamku w Malborku, gdzie zbudował Bramę Nową (Brama Piaskowa). Około 1415 roku na zamku w Brodnicy zmodernizował zewnętrzny pas umocnień przystosowując je do użycia broni palnej, w tym zastąpił część baszt cylindrycznymi bastejami, z których można było prowadzić ostrzał z broni palnej. 
Po 1420 roku jego działalność budowlana nie jest wzmiankowana. Najpóźniej wymieniony jest w 1427 roku.